# 許寰哥家族
許寰哥家族（Cojuangco；又音译作科胡昂科），是知名的菲律賓華人政治望族，创始人为移居菲律宾的清末闽南商人許寰哥，曾有兩名後裔擔任菲律賓總統。

## 簡介
「荷西·許寰哥二世」生女柯拉蓉·許寰哥（漢名：許娜桑），柯拉蓉後嫁給菲律賓意見領袖尼諾·艾奎諾（又稱艾奎諾二世），改稱艾奎諾夫人。艾奎諾夫人在夫婿被刺殺後，當選菲律賓總統。艾奎諾夫人唯一的兒子諾諾·艾奎諾（即艾奎諾三世，漢名：許漸華），2010年亦如其母，當選菲律賓總統。